# М-13 (снаряд)
М-13 (реактивный снаряд калибра 132 мм.) — наиболее массовый реактивный снаряд, применявшийся сухопутными войсками Советской Армии в период Великой Отечественной войны в составе РСЗО БМ-13 «Катюша»

## Конструкция
Корпус реактивного снаряда М-13 представляет собой сварной цилиндр, поделённый на три отсека — отсек боевой части, двигательный (реактивный) отсек и реактивное сопло. Длина снаряда составляет 1,41 метра, диаметр — 132 миллиметра, масса — 42,3 кг. Масса боевой части снаряда М-13 равна 22 кг, масса взрывчатого вещества — 4,9 кг.
Боевая (головная) часть состоит из корпуса с отверстием под взрыватель, дна головной части и разрывного заряда. По своей конструкции напоминает артиллерийский осколочно-фугасный снаряд и снаряжена зарядом взрывчатого вещества, для подрыва которого используются контактный взрыватель и дополнительный детонатор.
Реактивный пороховой двигатель состоит из камеры, крышки-сопла, колосниковой решетки, порохового заряда, воспламенителя и стабилизатора. На наружной части обоих концов камеры имеются два центрирующих утолщения с ввинченными в них направляющими штифтами, которые удерживают снаряд на направляющей до выстрела.
Реактивный двигатель имеет камеру сгорания, в которую помещен пороховой метательный заряд в виде семи цилиндрических шашек с одним осевым каналом. Наружный диаметр шашек составляет 40 мм, диаметр канала — 3 мм. Длина заряда — 550 мм. Первоначально заряд изготовлялся из нитроглицериновых баллиститных порохов — пороха «Н», а затем из порохов «НДК», «НМ-2», «НМ-4Ш». Масса заряда установлена равной (7050±35) г, а для порохов «НМ-2» и «НМ-4Ш» — (7130±35) г.
Воспламенение заряда обеспечивается одним воспламенителем из пороха типа «ДРП» массой 50 г, находящимся в донной части ракетной камеры. Зажжение воспламенителя осуществляется с помощью двух пиросвечей, в которые вставляются пиропатроны «ПП-5».
Образующиеся при горении пороховых шашек газы истекают через сопло, перед которым расположена диафрагма, препятствующая выбросу шашек.
Стабилизация снаряда в полете достигается с помощью хвостового стабилизатора с четырьмя перьями, сваренными из стальных штампованных половинок. Такой способ стабилизации обеспечивает более низкую кучность по сравнению со стабилизацией вращения вокруг продольной оси, однако позволяет получить большую дальность полета снаряда. Кроме того, использование оперенного стабилизатора весьма существенно упрощает технологию производства реактивных снарядов.
Дальность полета снаряда М-13 достигала 8470 м, но при этом имело место весьма значительное рассеивание. По таблицам стрельбы 1942 года, при дальности стрельбы 3000 м боковое отклонение составляло 51 м, а по дальности — 257 м. Дульная скорость снаряда — 70 м/с, максимальная — 355 м/с. Длина активного участка траектории — 125 м.

## История создания и модификации
Тактико-техническое задание на разработку нового реактивного снаряда, подготовленное Артиллерийским управлением РККА, поступило в Реактивный научно-исследовательский институт (РНИИ) в июне 1938 г. Для быстрейшего выполнения задания был максимально использован опыт создания авиационного снаряда PC-132.
Коллективы РНИИ и Научно-исследовательского института № 6 (НИИ-6) провели доработку как снаряда в целом, так и его ракетного заряда, прежде всего, с целью устранения самого большого недостатка снаряда РС-132 — его малой дальности. Оказалось возможным устранить этот недостаток простейшим способом: увеличить длину пороховых шашек, а, следовательно, и массу заряда примерно в два раза без изменения других геометрических размеров пороховых шашек. Дальность снаряда M-13 возросла до 8,5 км (вместо 6 км у PC-132) при одновременном увеличении массы боевой части.
Значительная работа была проведена также с целью увеличения кучности снаряда. Для этого, во-первых, улучшили конструкцию опорной диафрагмы, что уменьшило и стабилизировало выброс несгоревших частиц пороха, и, во-вторых, увеличили жесткость стабилизаторов снаряда заменой литых дюралевых стабилизаторов штампованными стальными с продольными гофрами.
В 1943 году был разработан модернизированный вариант реактивного снаряда, получивший обозначение М-13-УК (улучшенной кучности). Для повышения кучности стрельбы у снаряда М-13-УК в переднем центрирующем утолщении ракетной части выполнены 12 тангенциально расположенных отверстий, через которые во время работы ракетного двигателя выходит часть пороховых газов, приводящая снаряд во вращение. Хотя дальность полета снаряда при этом несколько уменьшилась (до 7,9 км), улучшение кучности привело к уменьшению площади рассеивания и к возрастанию плотности огня в 3 раза по сравнению со снарядами М-13.
В октябре 1944 г. на базе ракетного заряда для М-13 был принят на вооружение снаряд, у которого дальность стрельбы составила около 11,8 км, то есть почти в 1,5 раза больше, чем у снаряда М-13. Увеличение дальности было достигнуто за счет применения двух двигателей M-13, работавших одновременно. Снаряд получил название М-13ДД (дальнего действия).
Модификация М-20 имела ту же ракетную часть, что и М-13, но несла головную часть массой 41,3 кг за счёт сокращения дальности стрельбы до 5 км.